# Heterotetrax
 Heterotetrax  és un gènere d'ocells de la família dels otídids (Otididae). Aquests sisons habiten principalment en zones de sabana de l'Àfrica subsahariana.

## Taxonomia
Segons la classificiació del Congrés Ornitològic Internacional (versió 13.2, 2023) aquest gènere està format per tres espècies:
- sisó del Karoo (Heterotetrax vigorsii).
- sisó de Rüppell (Heterotetrax rueppellii).
- sisó menut (Heterotetrax humilis).

Aquestes espècies eren incloses fins fa poc al gènere Eupodotis, del qual van ser separades arran treballs genètics recents